# Mim becut de Califòrnia
El mim becut de Califòrnia (Toxostoma redivivum) és un ocell de la família dels mímids (Mimidae).

## Hàbitat i distribució
Habita zones de chaparral, boscos de ribera, zones arbustives i de matolls i zones urbanes de les terres baixes i turons des del nord de Califòrnia cap a l'est fins Sierra Nevada i cap al sud, per la costa fins al sud-oest de Califòrnia i nord-oest de Baixa Califòrnia.